# Bratrská jednota baptistů Jablonec nad Nisou
Sbor baptistů v Jablonci nad Nisou je místní baptistickou církví v Máchově ulici, která má kolem 60 členů.

## Historie
Sbor baptistů v Jablonci nad Nisou patří k nejstarším v Česku. Baptisté zde mezi německy mluvícím obyvatelstvem začali misijně působit již v druhé polovině 19. století. Sbor ve Vídni pak poslal v roce 1907 do Jablonce kazatele Peterse, který místní církvi sloužil až do 1.světové války, ve které ve věku 33 let zahynul. Celou řadu let je pak sbor veden laiky (např. Tischerová). Později se stal jen stanicí sboru v Görlitz. V roce 1939 získal sbor vlastního kazatele, ale i ten je po dvou letech odveden do války. V důsledku odsunu Němců po 2.světové válce klesl počet členů sboru z 69 na 6. Ale brzy se do vylidněných Sudet začali stěhovat baptisté z polského Zelova a ukrajinské Volyně. Práce se ujal 67letý Václav Horák navrátivší se z Jugoslávie. V roce 1951 je ale sbor administrativně zrušen a začleněn pod sbor liberecký. Až v nových poměrech v roce 1992 se sbor znovu osamostatnil. Roku 2018 jablonecký sbor (spolu s několika dalšími sbory) oznámil záměr uskutečnit kroky vedoucí k vystoupení z Bratrské jednoty baptistů.

## Kazatelé
- 1907–1914: Bernard Peters
- 1939–1941: Reinhold Nischik
- 1948–1959: Václav Horák
- 1959–1966: Josef Theofil Tuček (liberecký sbor)
- 1969–1971: Miloš Šolc st. (liberecký sbor)
- 1972–1977: Daniel Průša (liberecký sbor)
- 1977–1992: Jiří Šperl (liberecký sbor)
- 1993–1998: Vladislav Donát
- 2002–2010: Daniel Kuc
- 2011–dosud: Peter Bača

## Kostel
Baptisté se postupně scházeli v Lesní ulici, v Údolní č.38 (dnes 5. května), ve společenské místnosti hostince „U papouška“, v bývalé tapetářské dílně v Květinové ulici, v bývalé dílně ve Floriánově ulici č.19, v Soukenné č.5 a dnes ve vlastním kostele, který si svépomocí postavili, pod vedením J. Kaufmana, v Máchově parku v letech 1968–1976.